# New Look
New Look – polski program o modzie. Fabuła polega na tym, że trzy dziewczyny mają za zadanie samodzielnie wystylizować się w określonym czasie i za określona kwotę. Ta, która ubierze się najlepiej wygrywa 1500 zł, a dwie pozostałe otrzymują nagrodę pocieszenia po 300 zł. Ich zmagania z modą prowadzi i komentuje  Joanna Horodyńska.